# La Châtelaine de Vergi

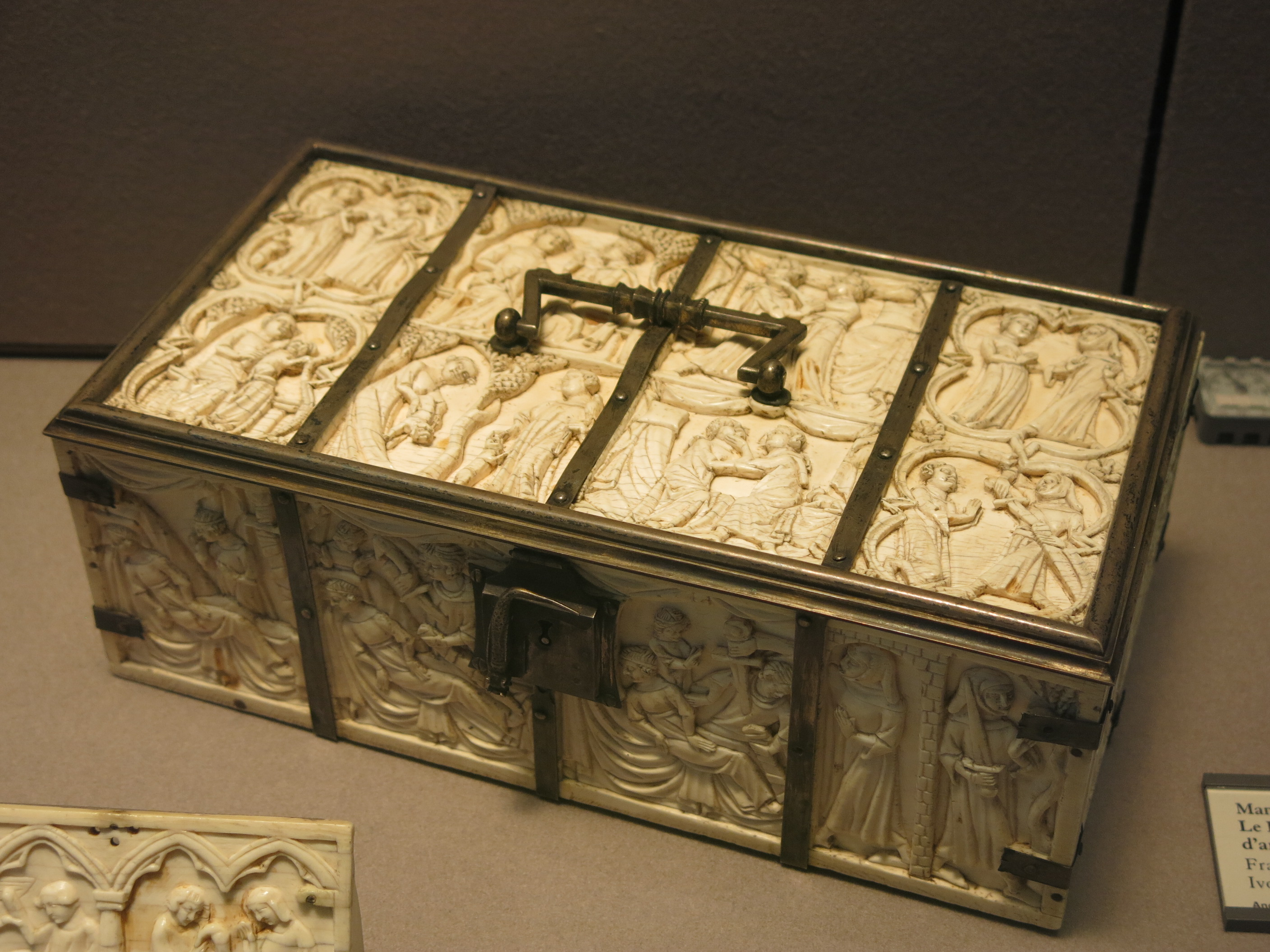
Coffret dit de la châtelaine de Vergy au Louvre.

La Châtelaine de Vergi (ou Vergy, Chastelaine de Vergi en ancien français) est un court roman (ou une nouvelle) anonyme de 948 vers octosyllabiques datant du milieu du XIIIe siècle. Le récit se caractérise par un enchaînement tragique, une succession de dilemmes touchant à différentes valeurs médiévales : fidélité au suzerain, à la femme aimée, fin'amor, dans le cadre d'un déclin de l’« idéologie courtoise » et de « dévaluation » à la fois de l’amour et du mariage dans la société de l'époque. Ce récit d'origine a eu un grand succès et a été repris au fil des siècles par de nombreux auteurs européens, dont Marguerite de Navarre.

## L'histoire
Un chevalier aime en secret la châtelaine de Vergi, qui se trouve être la nièce du duc de Bourgogne, dont il est le vassal le plus apprécié. L’amour des deux personnages doit rester secret ; dans le cas contraire, la châtelaine rompra. La duchesse est secrètement éprise du chevalier ; il la rejette. Par vengeance la duchesse veut le faire bannir par son mari ; le chevalier révèle à son suzerain son secret. La duchesse finit par l’apprendre de son mari et le révèle lors d’un bal : c'est le point de départ d'une série de morts. La châtelaine meurt, se croyant trahie par son amant. Le chevalier, découvrant son corps inanimé, se tue. Le duc, comprenant la félonie de sa femme, l’exécute en public, puis part en Terre sainte.